# Chilothorax ivanovi
Chilothorax ivanovi är en skalbaggsart som beskrevs av Lebedev 1911. Chilothorax ivanovi ingår i släktet Chilothorax och familjen Aphodiidae. Inga underarter finns listade i Catalogue of Life.